# پارک طبیعی سمیه‌دو
پارک طبیعی سمیه‌دو (به اسپانیایی: Parque natural de Somiedo) یک منطقهٔ مسکونی در اسپانیا است که در آستوریاس واقع شده‌است.